# جيم براندنبيرغ
جيم براندنبيرغ (بالإنجليزية: Jim Brandenburg)‏ هو مصور أخبار وصحفي ومصور أمريكي، ولد في 23 نوفمبر 1945 في لوفيرن في الولايات المتحدة.

## وصلات خارجية
- جيم براندنبيرغ على موقع ديسكوغز (الإنجليزية)